# 豆沙

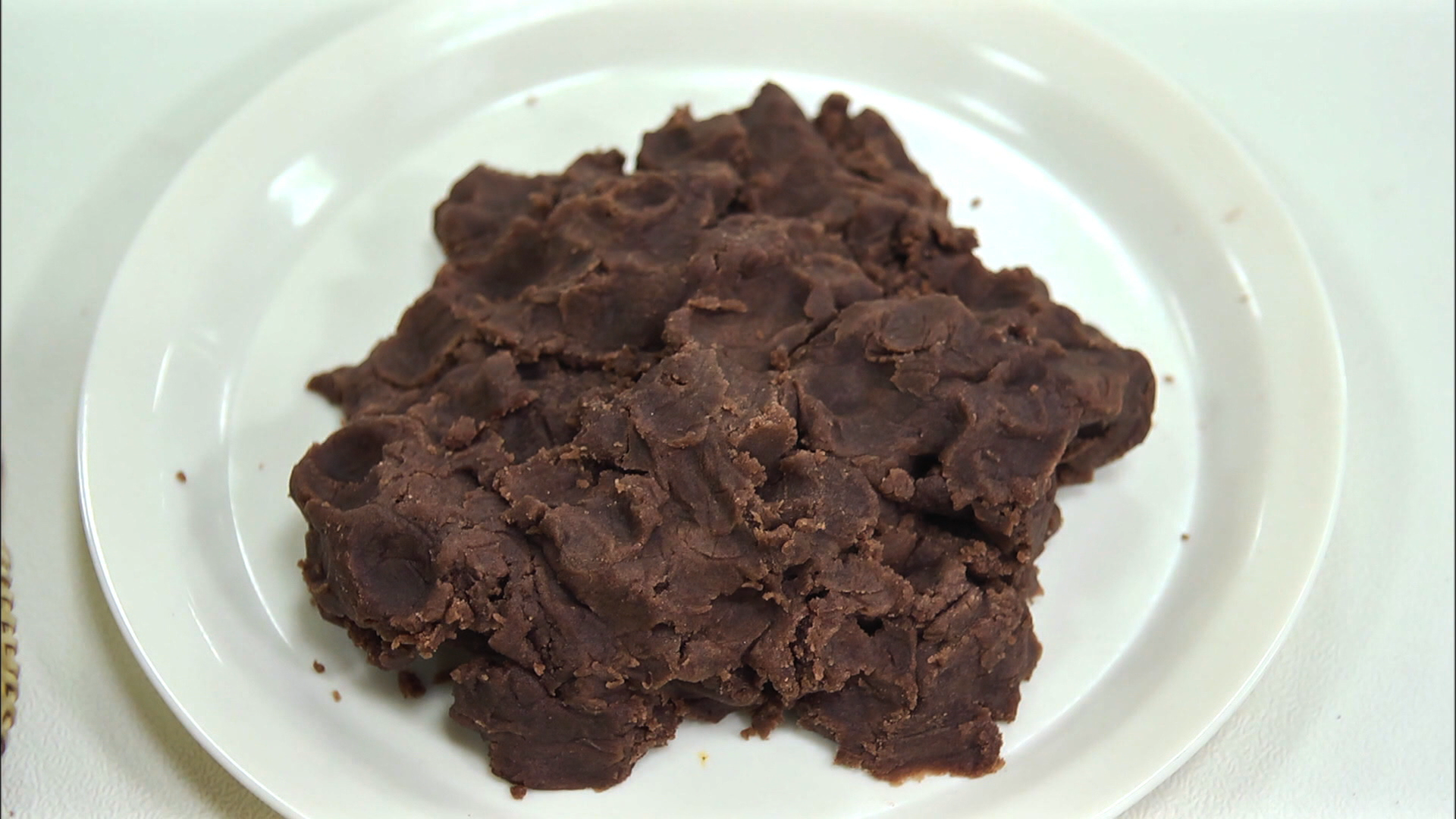
紅豆沙

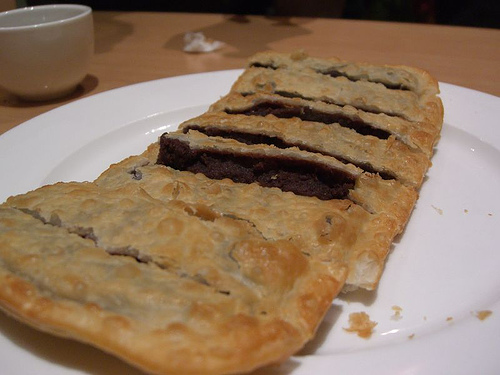
豆沙餡料的煎餅

豆沙，或称作豆泥、豆蓉、豆茸，是東亞常用的甜點材料，是由磨成茸狀的豆混合了糖而成。通常以红豆或绿豆作为馅料。

## 製法

### 綠豆泥
綠豆沙內餡。做法是蒸剝好殼的綠豆一小時以上，再炒乾並拌入糖、核桃等各家配料，進一步做成豆沙肉鬆、豆沙肉角等口味。

### 紅豆泥
中國北方的豆沙馅的做法是將红豆去掉豆皮，弄碎煮烂，加糖，再用油炒一炒。

## 豆沙相關甜點
- 高力豆沙
- 糯米糍
- 茶粿
- 豆沙包
- 銅鑼燒
- 煎堆
- 豆沙月餅
- 牡丹餅

## 糖水
- 豆沙糖水